# 威力汽车
威力汽车（英語：Force Motors），舊稱巴亚天宝（英語：Bajaj Tempo）， 是一家印度的車輛製造商，旗下有三輪動力車輛、多用途車輛、休旅車、商用輕重型車輛、拖拉機及巴士等產品線。該企業原名Firodia Tempo Ltd.，並在稍後被 Bajaj Auto 持有部分股權時改名Bajaj Tempo Ltd.。
此外，該公司亦為奔馳及寶馬在印度當地供應零組件。

## 連結
- 官方網站
- Force One SUV 官方網站（页面存档备份，存于）
- Force Gurkha 官方網站（页面存档备份，存于）
- Force Traveller Modification 官方網站